# Montpezat (Lot-et-Garonne)
Pour les articles homonymes, voir Montpezat.
Montpezat-d'Agenais redirige ici.
Montpezat est une commune du Sud-Ouest de la France, située dans le département de Lot-et-Garonne (région Nouvelle-Aquitaine).
On trouve souvent l'appellation officieuse Montpezat d’Agenais ou Montpezat-d’Agenais.

## Géographie

### Localisation
Bastide située dans l'Agenais.

### Communes limitrophes
Les communes limitrophes sont Cours, Dolmayrac, Granges-sur-Lot, Lacépède, Prayssas, Saint-Sardos et Le Temple-sur-Lot.
| Granges-sur-Lot | Le Temple-sur-Lot | Dolmayrac |
| Saint-Sardos    | Montpezat         | Cours     |
| Lacépède        | Prayssas          |           |

### Climat
Pour des articles plus généraux, voir Climat de la Nouvelle-Aquitaine et Climat de Lot-et-Garonne.
Historiquement, la commune est exposée à un climat océanique aquitain.  
En 2020, Météo-France publie une typologie des climats de la France métropolitaine dans laquelle la commune est exposée à un climat océanique altéré et est dans la région climatique Aquitaine, Gascogne, caractérisée par une pluviométrie abondante au printemps, modérée en automne, un faible ensoleillement au printemps, un été chaud (19,5 °C), des vents faibles, des brouillards fréquents en automne et en hiver et des orages fréquents en été (15 à 20 jours).
Pour la période 1971-2000, la température annuelle moyenne est de 13,2 °C, avec une amplitude thermique annuelle de 15,5 °C. Le cumul annuel moyen de précipitations est de 794 mm, avec 11,7 jours de précipitations en janvier et 6,8 jours en juillet. Pour la période 1991-2020, la température moyenne annuelle observée sur la station météorologique la plus proche, située sur la commune de Prayssas à 7 km à vol d'oiseau, est de 13,9 °C et le cumul annuel moyen de précipitations est de 815,5 mm,. Pour l'avenir, les paramètres climatiques de la commune estimés pour 2050 selon différents scénarios d’émission de gaz à effet de serre sont consultables sur un site dédié publié par Météo-France en novembre 2022.

## Urbanisme

### Typologie
Au 1er janvier 2024, Montpezat est catégorisée commune rurale à habitat très dispersé, selon la nouvelle grille communale de densité à sept niveaux définie par l'Insee en 2022.
Elle est située hors unité urbaine et hors attraction des villes,.

### Occupation des sols

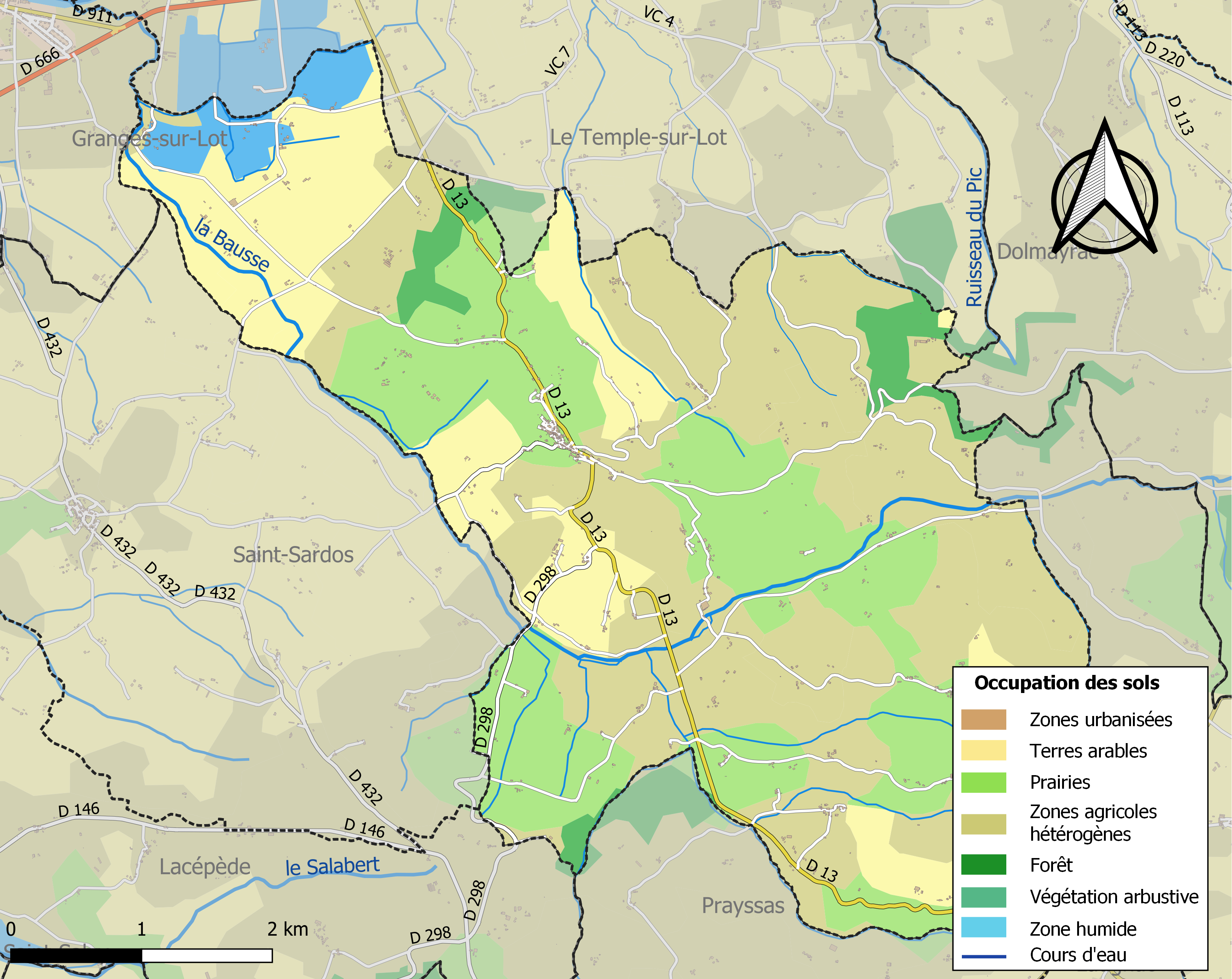
Carte des infrastructures et de l'occupation des sols de la commune en 2018 (CLC).

L'occupation des sols de la commune, telle qu'elle ressort de la base de données européenne d’occupation biophysique des sols Corine Land Cover (CLC), est marquée par l'importance des territoires agricoles (94,3 % en 2018), en diminution par rapport à 1990 (96,8 %). La répartition détaillée en 2018 est la suivante : 
zones agricoles hétérogènes (43,4 %), prairies (28,9 %), terres arables (16,7 %), cultures permanentes (5,3 %), forêts (3,2 %), eaux continentales (2,5 %). L'évolution de l’occupation des sols de la commune et de ses infrastructures peut être observée sur les différentes représentations cartographiques du territoire : la carte de Cassini (XVIIIe siècle), la carte d'état-major (1820-1866) et les cartes ou photos aériennes de l'IGN pour la période actuelle (1950 à aujourd'hui).

### Risques majeurs
Le territoire de la commune de Montpezat est vulnérable à différents aléas naturels : météorologiques (tempête, orage, neige, grand froid, canicule ou sécheresse), inondations, mouvements de terrains et séisme (sismicité très faible). Un site publié par le BRGM permet d'évaluer simplement et rapidement les risques d'un bien localisé soit par son adresse soit par le numéro de sa parcelle.
Certaines parties du territoire communal sont susceptibles d’être affectées par le risque d’inondation par une crue à  débordement lent de cours d'eau, notamment la Bausse. La commune a été reconnue en état de catastrophe naturelle au titre des dommages causés par les inondations et coulées de boue survenues en 1982, 1993, 1999, 2003 et 2009,.
Les mouvements de terrains susceptibles de se produire sur la commune sont des affaissements et effondrements liés aux cavités souterraines (hors mines) et des tassements différentiels. Afin de mieux appréhender le risque d’affaissement de terrain, un inventaire national permet de localiser les éventuelles cavités souterraines sur la commune.

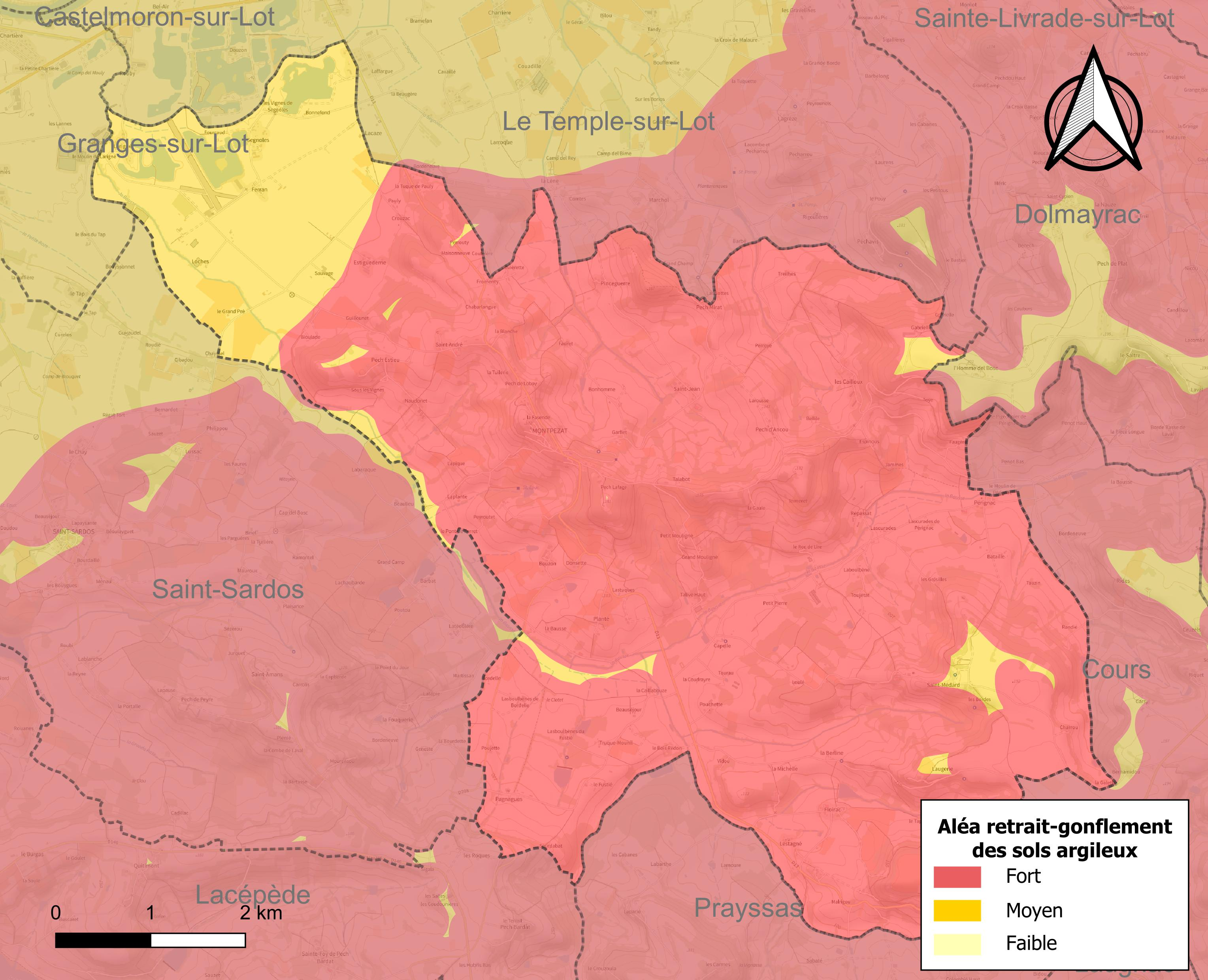
Carte des zones d'aléa retrait-gonflement des sols argileux de Montpezat.

Le retrait-gonflement des sols argileux est susceptible d'engendrer des dommages importants aux bâtiments en cas d’alternance de périodes de sécheresse et de pluie. La totalité de la commune est en aléa moyen ou fort (91,8 % au niveau départemental et 48,5 % au niveau national). Depuis le 1er octobre 2020, en application de la loi ELAN, différentes contraintes s'imposent aux vendeurs, maîtres d'ouvrages ou constructeurs de biens situés dans une zone classée en aléa moyen ou fort,.
Concernant les mouvements de terrains, la commune a été reconnue en état de catastrophe naturelle au titre des dommages causés par la sécheresse en 2003, 2009, 2012 et 2017 et par des mouvements de terrain en 1999.

## Histoire
Le château de Montpezat est cité dès 1176. Rainfroi de Montpezat et son neveu rendent hommage pour le château en 1259. En 1323, Raimond-Bernard de Montpezat provoqua la guerre de Saint-Sardos qui allait conduire au conflit franco-anglais de la guerre de Cent Ans en détruisant la bastide de Saint-Sardos créée en paréage par le roi de France et l'évêque de Sarlat. Le parlement de Paris ayant ordonné la destruction de la forteresse, Charles de Valois l'a prise et rasée.
Vers le milieu du XIIe siècle, Flandrine, dame de Montpezat, fonde l'abbaye cistercienne de Pérignac. À la fin de la guerre de Cent Ans, celle-ci était déjà en ruine,,.

## Politique et administration

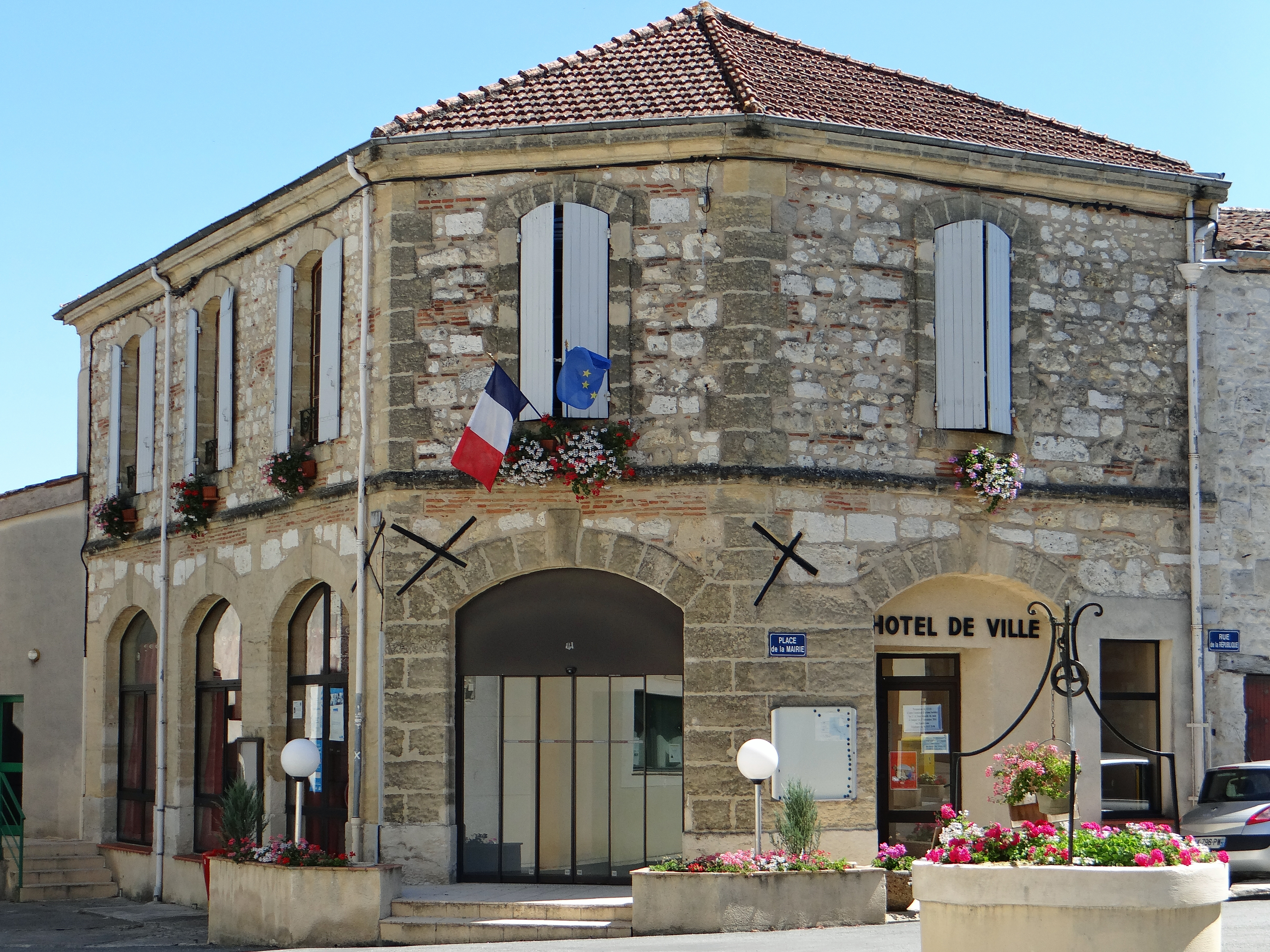
La mairie

| Période                                  | Période   | Identité              | Étiquette | Qualité           |
| ---------------------------------------- | --------- | --------------------- | --------- | ----------------- |
| juin 1995                                | mars 2008 | Louis Brégégère       |           | Retraité commerce |
| mars 2008                                | En cours  | Jacqueline Seignouret |           |                   |
| Les données manquantes sont à compléter. |           |                       |           |                   |

## Démographie
L'évolution du nombre d'habitants est connue à travers les recensements de la population effectués dans la commune depuis 1793. Pour les communes de moins de 10 000 habitants, une enquête de recensement portant sur toute la population est réalisée tous les cinq ans, les populations de référence des années intermédiaires étant quant à elles estimées par interpolation ou extrapolation. Pour la commune, le premier recensement exhaustif entrant dans le cadre du nouveau dispositif a été réalisé en 2008.

En 2022, la commune comptait 562 habitants, en évolution de −0,88 % par rapport à 2016 (Lot-et-Garonne : −0,18 %, France hors Mayotte : +2,11 %).
| 1793  | 1800  | 1806  | 1821  | 1831  | 1836  | 1841  | 1846  | 1851  |
| ----- | ----- | ----- | ----- | ----- | ----- | ----- | ----- | ----- |
| 1 823 | 1 161 | 1 191 | 1 259 | 1 687 | 1 542 | 1 543 | 1 540 | 1 527 |

| 1856  | 1861  | 1866  | 1872  | 1876  | 1881  | 1886  | 1891 | 1896 |
| ----- | ----- | ----- | ----- | ----- | ----- | ----- | ---- | ---- |
| 1 515 | 1 450 | 1 282 | 1 202 | 1 209 | 1 114 | 1 034 | 973  | 969  |

| 1901 | 1906 | 1911 | 1921 | 1926 | 1931 | 1936 | 1946 | 1954 |
| ---- | ---- | ---- | ---- | ---- | ---- | ---- | ---- | ---- |
| 886  | 849  | 901  | 800  | 839  | 843  | 947  | 809  | 849  |

| 1962 | 1968 | 1975 | 1982 | 1990 | 1999 | 2006 | 2008 | 2013 |
| ---- | ---- | ---- | ---- | ---- | ---- | ---- | ---- | ---- |
| 815  | 787  | 588  | 600  | 611  | 595  | 584  | 578  | 574  |

| 2018 | 2022 | - | - | - | - | - | - | - |
| ---- | ---- | - | - | - | - | - | - | - |
| 551  | 562  | - | - | - | - | - | - | - |

## Culture locale et patrimoine

### Lieux et monuments
- Église Notre-Dame de Montpezat[31],[32].
- Église Saint-Jean de Balerme, édifiée aux XIe et XVe siècles. Elle a été inscrite par arrêté du 26 octobre 1927[33],[34].
- Église Saint-André de Saint-André. Elle est inscrite à l'Inventaire général du patrimoine culturel[35].
- Église Saint-Martin de Pagnagues.
- Église Saint-Pierre de Floirac.
- Église Saint-Vincent de Pérignac.
- Vestiges de l'abbaye de Pérignac.
- Motte de Saint-Médard. Elle est située sur un escarpement dominant les vallées de la Bausse et d'un petit affluent de celle-ci à 100 m à l'est de l'église Saint-Médard. La motte, de forme oblongue, qui épouse au sud la bordure d'une forte pente, mesure environ 85 m sur 22 à son sommet, et à sa base 140 m dans sa plus grande longueur orientée est-ouest et 80 m sur l'axe nord-sud. Elle est plus élevée dans sa partie est, qui pourrait correspondre au castrum, alors que la partie ouest pourrait constituer la basse-cour. Le cadastre napoléonien de 1823 signalait plusieurs bâtiments érigés sur la motte. De nos jours on ne voit aucune trace de bâti à l'exception de quelques pierres. Le sommet de l'escarpement sur lequel est érigée la motte a été en partie modifié afin de l'aplanir et d'en accroitre les pentes. Les fossés dont il ne reste aucune trace ont pu disparaître lors de l'aménagement de la route qui longe le côté nord de la motte[36].
- Moulin à vent (restauré de manière récente en respectant les techniques d'époque).
- Lavoir.
- École de Montpezat, ancienne mairie-école, réalisée suivant les plans de Jean-Désiré Rambeau, achevée en 1848[37],[38]. L'école porte le nom de ses anciens directeurs Olivier et Denise Lebrère.

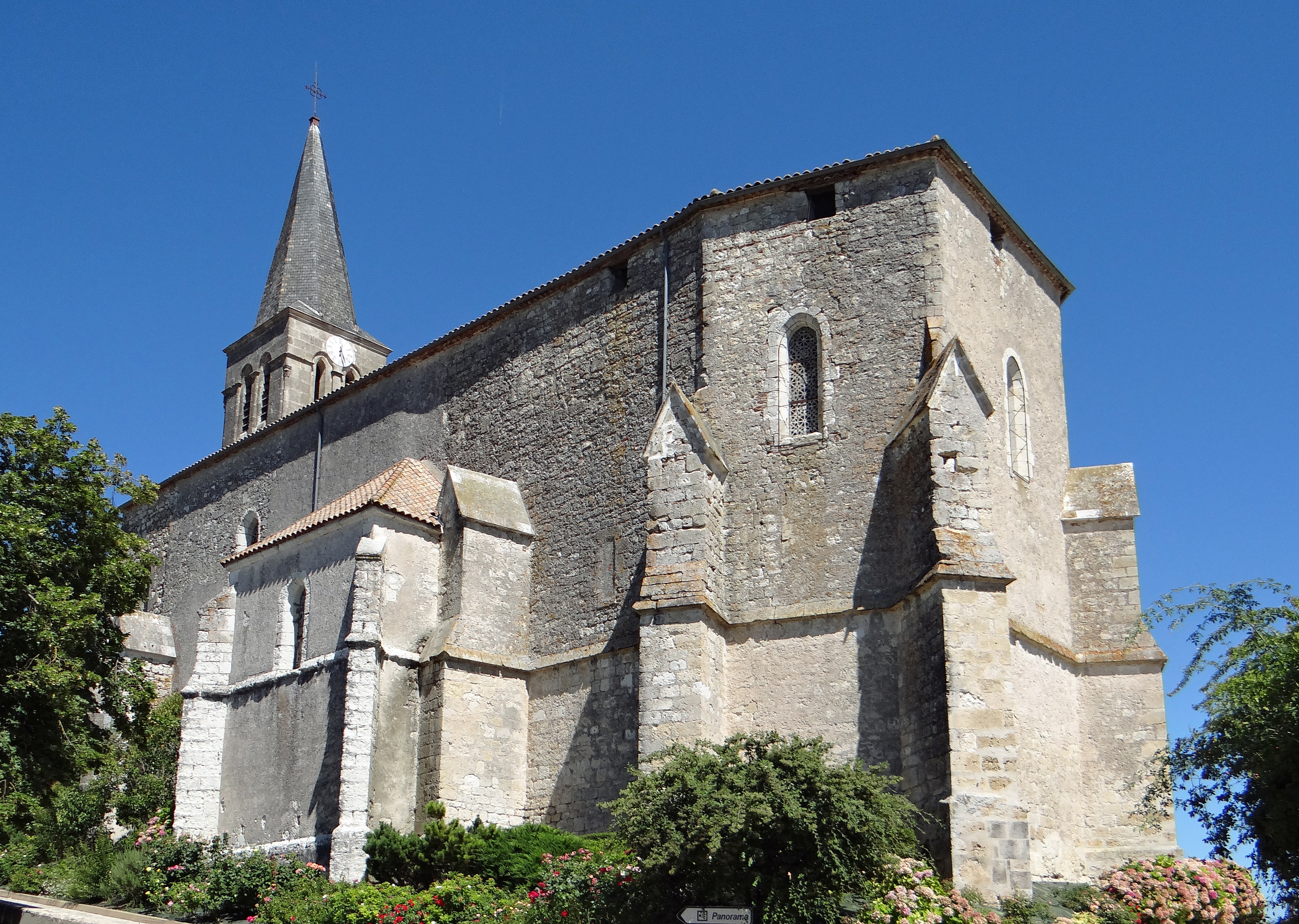
Église Notre-Dame de Montpezat.
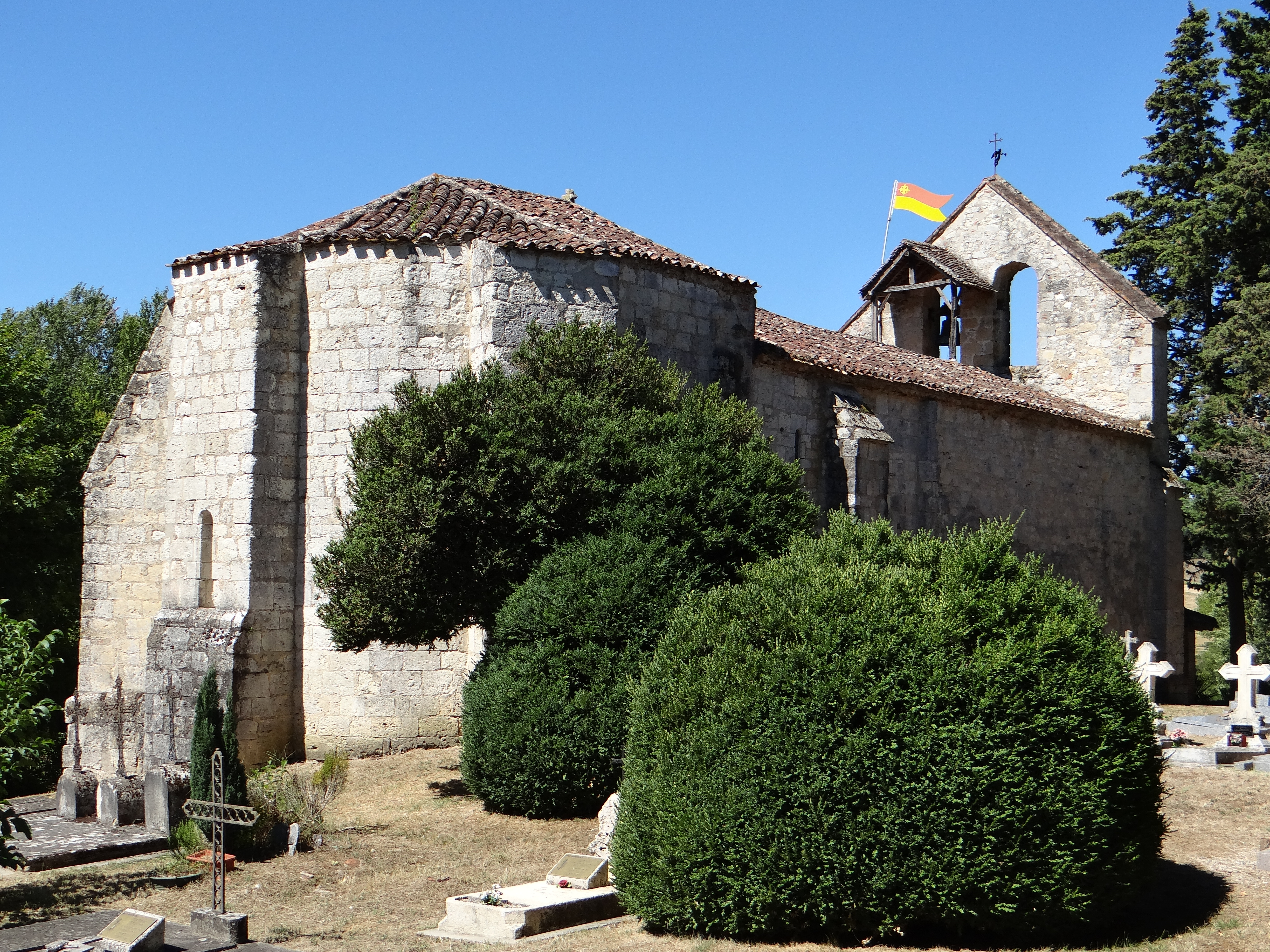
Église Saint-Jean de Balerme.
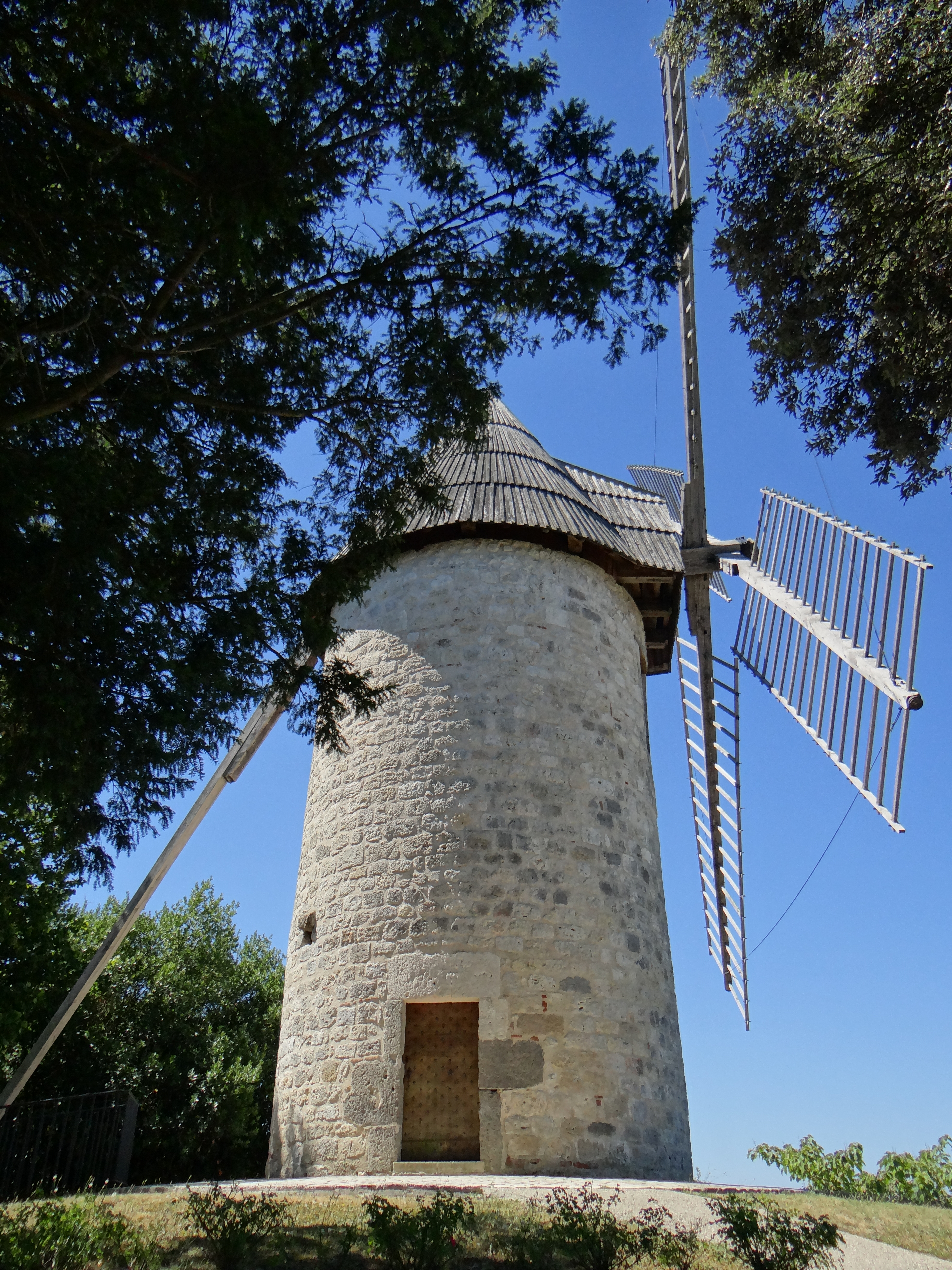
Moulin à vent.
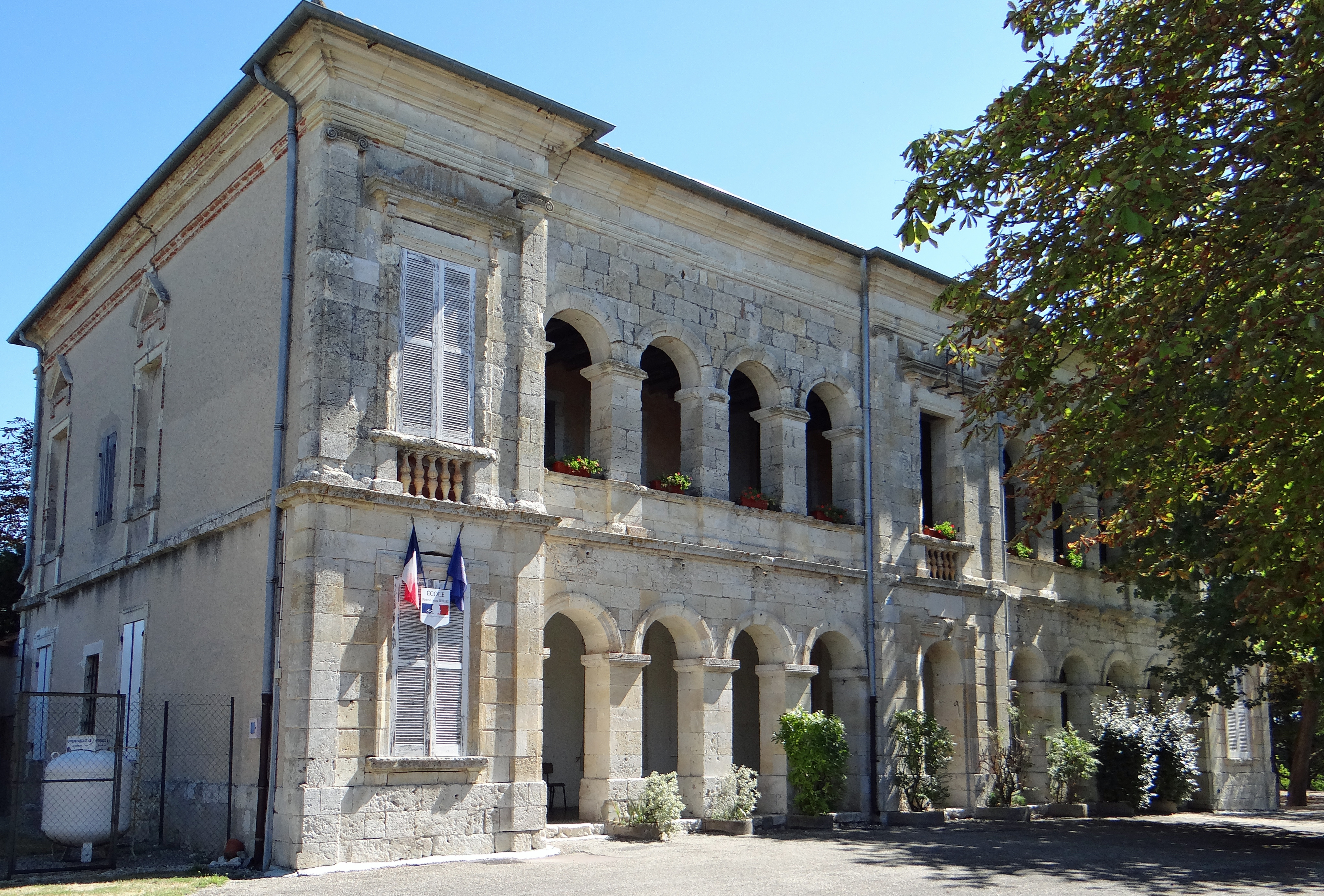
École de Montpezat.

- Panorama sur la vallée du Lot depuis la plateforme du château.

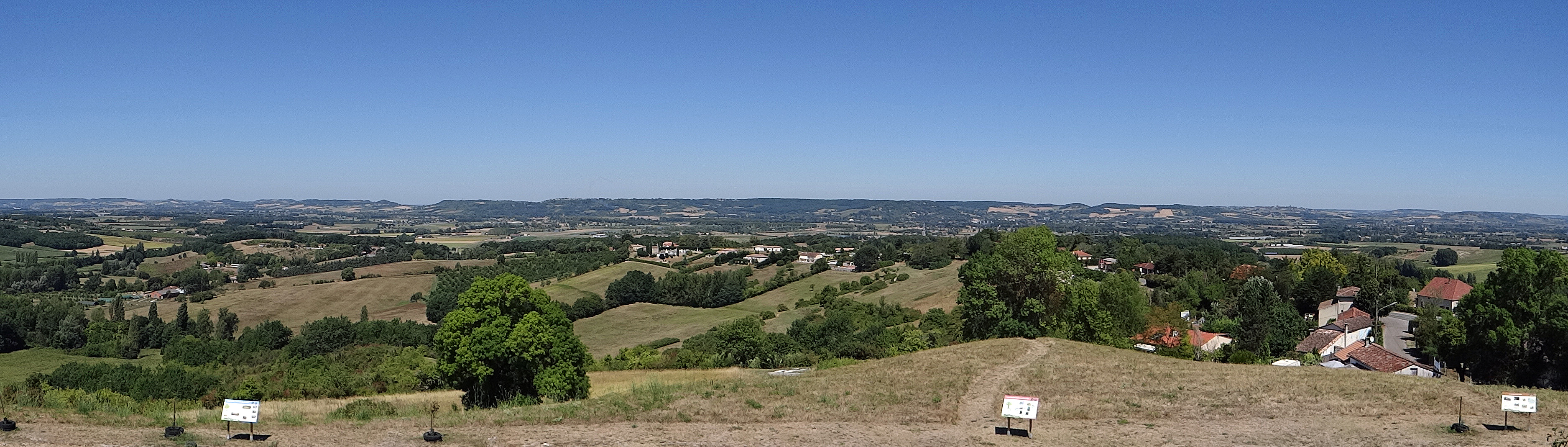
Panorama.

### Personnalités liées à la commune
- Pierre Joseph Manec (1799-1884), médecin, anatomiste et chirurgien de l’hôpital de la Salpêtrière.
- Henri de Lacaze-Duthiers (1821-1901), biologiste et zoologiste français, fondateur des laboratoires de Biologie Marine de Roscoff et de Banyuls/Mer.
- André de Bellecombe (1822-1897), écrivain français.
- Léo Bouyssou (1872-1935), homme politique, député des Landes, sous-secrétaire aux Beaux-Arts du gouvernement Camille Chautemps.

### Héraldique
| Blason de Montpezat | Blason  | De gueules à l'épée haute d'or portant sur sa pointe une balance de deux plateaux du même. |
| Blason de Montpezat | Détails | Armes parlantes (MontPezat/pesée). Le statut officiel du blason reste à déterminer.        |